# بارکوویتسه موکره
بارکوویتسه موکره (به لهستانی:  Barkowice Mokre) یک روستا در لهستان است که در گمینا سولیوو واقع شده‌است. بارکوویتسه موکره ۱۳۰ نفر جمعیت دارد.